# Whitney Wolfe Herd
Whitney Wolfe Herd (ur. 1 lipca 1989 w Salt Lake City) – przedsiębiorczyni z USA, współtwórczyni serwisu Tinder i twórczyni serwisu Bumble.

## Życiorys
Urodziła się 1 lipca 1989 w Salt Lake City. Ukończyła studia na Southern Methodist University w dziedzinie studiów międzynarodowych. Jej ojciec był agentem nieruchomości, a matka prowadziła dom. W wieku 11 lat na rok wyjechała z rodziną do Paryża. Podczas drugiego roku studiów zaczęła wytwarzać torebki z bambusa, a kilka z nich zamówili organizatorzy gali Emmy Awards. W 2011 przeniosła się do Los Angeles i za namową przyjaciółki podjęła pracę dla startupu Hatch Labs, w którym opracowywano aplikację randkową. Po pół roku została szefową marketingu firmy i m.in. wymyśliła nazwę dla aplikacji – Tinder. W tym okresie związała się z prezesem firmy Justinem Mateenem, ale odeszła od niego ze względu na jego agresję i przemoc psychiczną, a ten po rozstaniu kierował wobec niej groźby i publicznie obrażał i poniżał. Ostatecznie w wyniku sądowej ugody uzyskała zadośćuczynienie.
Już jesienią 2014 otrzymała propozycję współpracy od Andrija Andriejewa, właściciela portali randkowych Badoo i Wamba. W wyniku współpracy powstał serwis Bumble, który miał być przyjazny użytkownikom. Andriejew wniósł kapitał oraz zasoby IT, a Wolfe szefostwo firmy i swobodę doboru personelu, który w ponad 80% stanowiły kobiety. W nowej spółce Wolfe uzyskała 20% udziałów, a Andriejew 80%. Platformę Bumble Wolfe uruchomiła w 2014 jako sieć społecznościową, która pomagać miała w poszukiwaniu trwalszych relacji, nowych przyjaźni i kontaktów zawodowych, przy czym inicjowanie kontaktów należy wyłącznie do kobiet, co ma im tworzyć bezpieczną przestrzeń. W 2018 serwis Bumble miał ok. 10 mln aktywnych użytkowników (dwie trzecie w USA), a w 2021 ponad 40 mln (połowa poza USA).
W 2019 magazyn Forbes ujawnił przypadki nadużyć seksualnych w londyńskim oddziale kierowanym przez Andriejewa, który musiał odejść i sprzedać udziały w całej grupie obejmującej Bumble i Badoo. 11 lutego 2021 jej przedsiębiorstwo zadebiutowało na giełdzie NASDAQ. Był to jeden z najlepszych debiutów na NASDAQ w ciągu kilku poprzednich lat, a sama Wolfe dzięki pakietowi 12% akcji firmy stała się posiadaczką majątku szacowanego na 1,5 mld dolarów amerykańskich oraz najmłodszą w historii miliarderką, która dorobiła się majątku od zera.
Od 2018 jest mężatką.